# Jakob Gansmeier
Jakob Gansmeier (30 de maio de 1900 - 8 de agosto de 1944) foi um oficial alemão que serviu no Deutsches Heer durante a Segunda Guerra Mundial. Foi condecorado com a Cruz de Cavaleiro da Cruz de Ferro com Folhas de Carvalho.

## Condecorações
| Cruz de Ferro (1939) 2ª Classe                                   | 22 de junho de 1940                  |
| Cruz de Ferro (1939) 1ª Classe                                   | 19 de agosto de 1942                 |
| Ordem de Sangue                                                  |                                      |
| Distintivo de Feridos (1939) em Prata                            |                                      |
| Distintivo de combate fechado em Bronze                          |                                      |
| Cruz de Cavaleiro da Cruz de Ferro                               | 29 de fevereiro de 1944              |
| Cruz de Cavaleiro da Cruz de Ferro com Folhas de Carvalho nº 568 | 9 de setembro de 1944 (postumamente) |